# 西刺杜父魚
西刺杜父魚為輻鰭魚綱鮋形目杜父魚亞目杜父魚科的其中一種，為溫帶魚類，分布於亞洲日本淡水及半鹹水域，體長可達30公分，棲息在底層水域，會進行季節性洄游，以其他魚類為食，生活習性不明，可做為食用魚。

## 擴展閱讀
維基物種上的相關：西刺杜父魚